# هونگ سو-جونگ
هونگ سو-جونگ (به انگلیسی: Hong Su-Jong) ژیمناست زادهٔ ۹ مارس ۱۹۸۶ میلادی اهل کشور کره شمالی است.